# Wildeshausen
Wildeshausen (pronunciación en alemán: /vɪldəsˈhaʊ̯zn̩/ⓘ) es una ciudad situada en el distrito de Oldemburgo, en el estado federado de Baja Sajonia (Alemania). Tiene una población estimada, a inicios de 2024, de 22 672 habitantes.
Está ubicada a poca distancia al oeste de la ciudad de Bremen.